# Coryphaenoides longifilis
Coryphaenoides longifilis és una espècie de peix de la família dels macrúrids i de l'ordre dels gadiformes que es troba des del sud del Japó fins al mar de Bering.
És un peix d'aigües profundes que viu entre 550 - 3000 m de fondària, tot i que, normalment, ho fa entre 800-1500.
Els mascles poden assolir 110 cm de llargària total i 2.600 g de pes. Pot arribar a viure 15 anys.